# Khuen-Héderváry Sándor
Hédervári gróf Khuen-Héderváry Sándor (Hédervár, Győr vármegye, 1881. június 16. – Szentendre, 1946. október 15.) császári és királyi kamarás, magyar királyi titkos tanácsos, hivatásos diplomata, nagybirtokos, a III. osztályú Osztrák Császári Vaskorona-rend, illetve a Ferenc József-rend lovagkeresztje tulajdonosa.

## Családja és származása
A magyar főnemesi hédervári gróf Khuen-Héderváry család sarja. Apja idődsebb gróf Khuen-Héderváry Károly (1849–1918), politikus, Győr vármegye főispánja, előbb a Horvát–Szlavón Királyság bánja, majd a Magyar Királyság miniszterelnöke először 1903 júniusa és novembere között, majd 1910 és 1912 között, valamint a király személye körüli miniszter az első Tisza István-kormányban, az Aranygyapjas rend lovagja, anyja széki gróf Teleki Margit (1860–1922) csillagkeresztes palotahölgy. Öccse ifj. Khuen-Héderváry Károly, jogász, mezőgazdász, birtokos, képviselő. Apai nagyszülei belási gróf Khuen Antal (1817–1886), császári és királyi kamarás, Főrendiház tagja, országgyűlési képviselő, nagybirtokos, valamint komlósi és monostori báró Izdenczi Angelika (1823–1894) voltak. Anyai nagyszülei széki gróf Teleki Sándor (1829–1875), aranysarkantyús vitéz, a Szent István-rend és a Johannita rend lovagja, nagybirtokos, és széki gróf Teleki Jozefina (1838–1915), az Országos Nőképző Egyesület örökös díszelnöke voltak.

## Élete
1905 és 1907 között Bukarestben attasé, 1908 és 1910 között Madridban. 1910 és 1912 között Londonban, majd 1912 és 1918 között Berlinben nagykövetségi titkár. 1918-ban II. osztályú, míg 1919-ben I. osztályú követségi tanácsos. Ez után visszatért Budapestre és 1919 és 1925 között a Külügyminisztérium politikai osztályának főnöke. Szorgalmazta a diplomáciai kapcsolatok felvételét a Szovjetunióval. A magyar külügyi szolgálat megszervezője. 1925. október 25-től rendkívüli követ és meghatalmazott miniszter címmel a Külügyminiszter állandó helyettese. 1933 és 1941 között Magyarország párizsi követe. 1927-ben öccsével együtt 11 694 magyar hold nagyságú birtokuk volt.
1946. szeptember 8-án látták utoljára élve. Holttestét 1947 februárjában találták meg Szentendre mellett a Dunában.

## Házassága
Budapesten 1926. november 20-án feleségül vette a ősrégi Vas vármegyei római katolikus nemesi származású alsóőri Farkas családból való alsóőri Farkas Anna Rozália Mária (Dunamocs, Komárom vármegye, 1892. július 11.–†?) kétszer elvált asszonyt, akinek az első férje kelenföldi Röck Béla (1882–1932), gépészmérnök, akivel 1910. július 18-án Budapesten polgári-, július 23-án Anyalon egyházi házasságot kötött. Első férjétől való válása után a második férje nagykállói Kállay Tamás (1875–1963), országgyűlési képviselő volt; Kállay Tamás és Farkas Anna Budapesten 1917. április 4-én kötöttek házasságot, majd elváltak. A menyasszony szülei alsóőri Farkas Ferenc (1852–1916), hercegprímási uradalmi nagybérlő, és Szlamka Anna Anasztázia (1859–1936) voltak. Apai nagyszülei alsóőri Farkas József (1816–1910), hercegprímási uradalmi jószágfelügyelő, valamint nemes Józsa-Wargha Rozina (1825–1906) voltak. Az anyai nagyszülei Szlamka István, királyi albíró és Czobor Mária voltak. Alsóőri Farkas Annának az apai nagybátyja alsóőri Farkas Géza (1870–1944), az országgyűlés Felsőházának a tagja, hercegprímási uradalom intéző, közgazdasági író, az Országos Dohánytermelő Egyesület alelnöke, földbirtokos. Khuen-Héderváry Sándor grófné alsóőri Farkas Annának az apai nagynénje alsóőri Farkas Anna (1859–1897), akinek a férje nemespanni Czobor Gyula (1841–1908), prímási uradalmi intéző; Czobor Gyula és alsóőri Farkas Anna gyermeke nemespanni Czobor Imre (1883–1959), kerületi kormánybiztos, Komárom és Esztergom vármegyék főispánja 1920-tól az újabb vármegyerendezésig. Khuen-Héderváry Sándor gróf és alsóőri Farkas Anna frigyéből nem született gyermek.